# Açıksaray

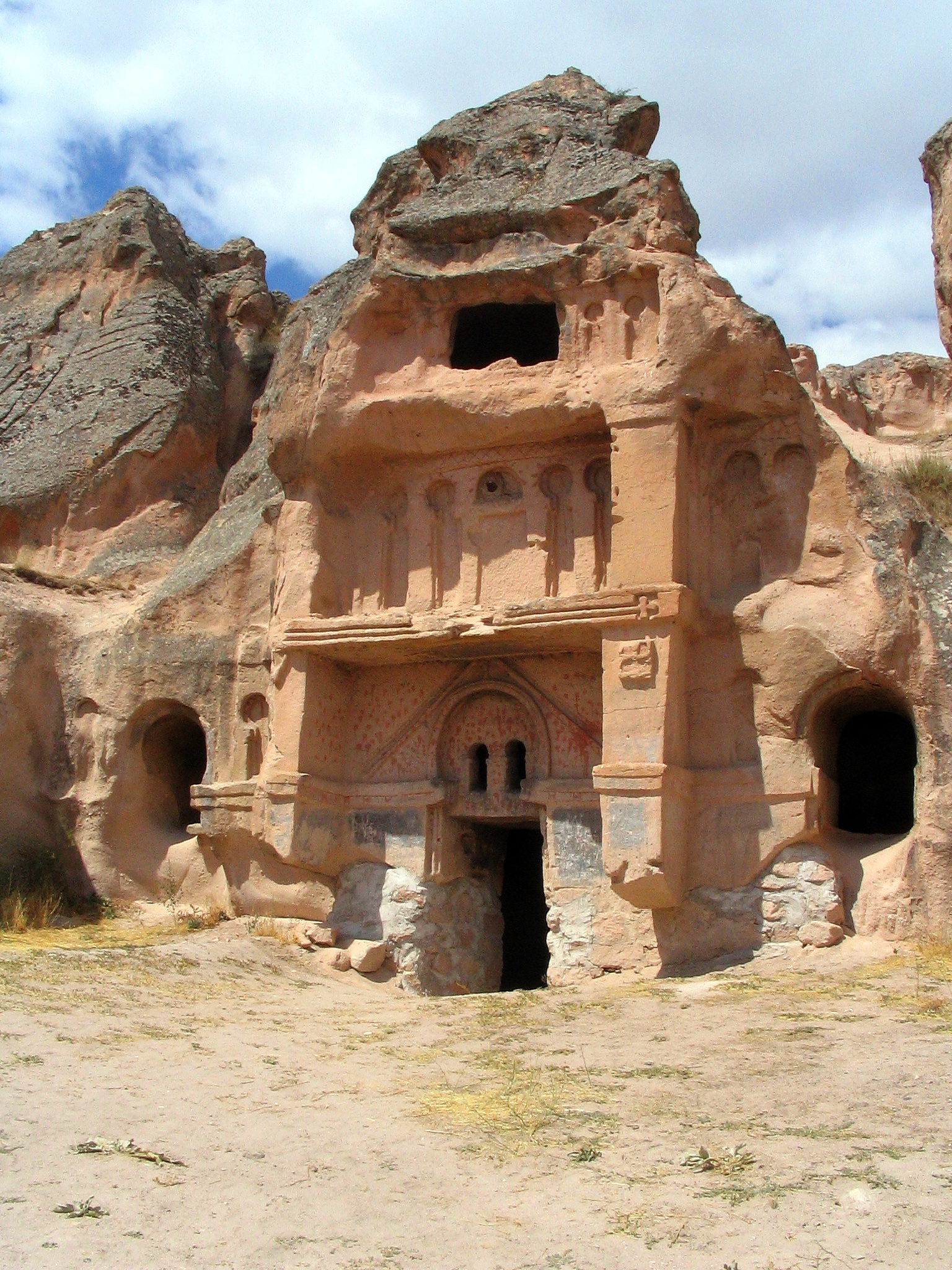
Fachada.

O Açıksaray ("palácio aberto") é um complexo monástico escavado na rocha construído durante o Império Bizantino, situado a cerca de 4,5 km a sudeste de Gülşehir, na região histórica da Capadócia.
O complexo cobre uma área de cerca de 1 km² e inclui estábulos, alojamentos, refeitório e outras áreas relacionadas com atividades económicas. Há oito conjunto de edifícios em volta de um vale. Têm vários andares e por alguns deles exibem fachadas impressionantes. Como a maior parte das igrejas trogloditas da Capadócia, pensa-se que as igrejas de Açıksaray datem do século XI, mas não têm frescos, embora estejam decoradas com pinturas ornamentais simples.
Um dos conjuntos tem uma arcada cega e articulada. O teto da sala principal tem um relevo com uma cruz e acima da entrada estão pintados dois touros frente a frente, em posição de combate, cujas cabeças foram parcialmente destruídas pela abertura de uma janela. O significado do touro na cristandade antiga não é conhecido e é raro encontrar este animal representado em igrejas da Capadócia.
Açıksaray tem menos áreas residenciais e igrejas que outros complexos monásticos da região. Supõe-se que, além de mosteiro terá servido de caravançarai seljúcida, ou seja de hospedaria de viajantes aos quais fornecia alimento e dormida.